# John Frederick Blake
Pour les articles homonymes, voir Blake.
John Frederick Blake (3 avril 1839 – 7 juillet 1906) est un géologue britannique et pasteur anglican.

## Biographie
Blake reçoit un BA en 1862 et un MA en 1865 du Caius College de Cambridge. Il est ordonné diacre en 1862 et prêtre en 1863. Il est vicaire de Lenton, Nottinghamshire, de 1862 à 1864 et vicaire de St Mary's, Bryanston Square, Londres, de 1864 à 1865.
Il est professeur de sciences naturelles à l'University College de Nottingham de 1881 à 1888. En 1895, il se rend en Inde pour aménager le musée Baroda. De 1891-1893, il est président de l'Association des géologues et en 1895, il reçoit la Médaille Lyell.
Il se marie en 1866 et laisse trois fils et une fille.